# Genyatremus luteus
Genyatremus luteus - gatunek ryby z rodziny luszczowatych. 

## Występowanie
Zachodni Ocean Atlantycki, od Kolumbii do Brazylii, na głębokości ok. 40 m p.p.m.

## Opis
Osiąga do 37 cm długości. Żywi się skorupiakami.